# Claude Carra Saint-Cyr

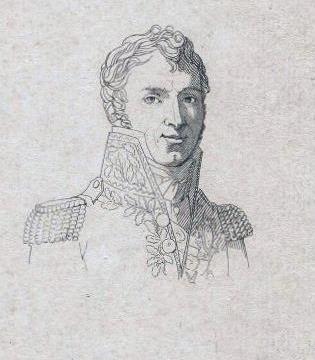
Claude Carra Saint-Cyr

Claude Carra Saint-Cyr (* 28. Juli 1760 in Lyon; † 5. Januar 1834 in Vailly-sur-Aisne) war ein französischer Général de division während der Koalitionskriege.

## Leben
Im Jahr 1774 wollten seine Eltern den erst 13 Jahre alten Sohn Claude zum vorzeitigen Eintritt in den Militärdienst verhelfen. Um dies zu erreichen, wurde er unter den Namen seines älteren Bruders Jean François (geboren 1756) als Sergent im Régiment Bourbonnais etabliert. So erschienen seine Handlungen der folgenden Jahre unter dem Namen Jean-François.
Seine erste militärische Erfahrung erfuhr er in Amerika, wo er als Teil der französischen Armee im Amerikanischen Unabhängigkeitskrieg teilnahm, wo er zum Sous-lieutenant befördert wurde.
1784 kehrte er nach Frankreich zurück und wurde 1785 zum Capitaine befördert. Carra St.-Cyr wechselte wegen seiner schwachen Gesundheit im Laufe der nächsten Jahre mehrmals seine Dienststellungen und musste im März 1792 das Militär kurzfristig verlassen. Schon im Januar 1793 meldete er sich nach Ausbruch des Koalitionskrieges wieder freiwillig zum 2. Bataillon im Departement Rhone-et-Loire. Sieben Monate nach der neuerlichen Indienststellung wurde Carra St.- Cyr zum Adjutanten des Generals Aubert-Dubayet bei der Küstenarmee von Brest ernannt und bekämpfte den Aufstand der Vendée. Im März 1795 wurde er zum Chef de bataillon befördert, bereits im Juni führte er eine Brigade und im Oktober erfolgte seine Beförderung zum Général de brigade. Im Jahre 1796 wurde General Aubert-Dubayet zum Botschafter des Osmanischen Reiches bestellt, Carra St.-Cyr begleitete ihn dabei nach Konstantinopel. Im Oktober 1796 wurde er zum französischen Generalkonsul in der Walachei bestellt, nach dem Tod Auberts übernahm er im Dezember dessen seine Stellung als Botschafter bei der Hohen Pforte. Erst im Sommer 1798 kehrte er zusammen mit Auberts Witwe, welche bereits seine Partnerin geworden war, nach Frankreich zurück.
Im Februar 1799 gehörte er zur italienischen Armee und wurde während der folgenden Kämpfe von einer Kugel am Oberschenkel verwundet. Zur Rehabilitation nach Frankreich zurückgekehrt heiratete er im November die Witwe von General Aubert-Dubayet und wurde dann zu einer Kommission versetzt, welche die Ansprüche und Versorgung der aus der Armee verabschiedeten Veteranen betreute. Im Feldzug von 1800 erhielt er im Rahmen der Reservearmee den Befehl über eine Brigade der Division Monnier, später im Mai 1800 wurde er Kommandant der Truppen in Ivrée. Am 12. Juni kehrte er zur Italienarmee zurück und nahm unter General Bonaparte an der Schlacht bei Marengo teil. Carra St.-Cyr erhielt im Juli das Kommando über eine eigene Division und kämpfte an den Ufern der Magra gegen die Österreicher. Im Oktober 1800 beteiligten sich seine Truppen an den Kämpfen im Raum Arezzo gingen über Pozzolo nach Norden vor und kämpften auch in der Schlacht bei Hohenlinden.
Im Jahre 1802 übernahm er die 1. Militär-Division, im folgenden Jahr folgte die Beförderung zum Général de division und die Übernahm der 2. Division im Feldlager von Bayonne. Im Dritten Koalitionskrieg von 1805 wurde Carra St.-Cyr das Kommando über den Küstenschutz gegenüber englischen Flottenangriffen gegen Gravelines übertragen. Nach der Niederwerfung Preußens wurde er Ende 1806 zum Gouverneur der Festung Magdeburg bestellt. Im Februar 1807 übernahm er die 2. Division des IV. Korps unter Marschall Soult und kämpfte dann mit seinen Truppen in der Schlacht bei Eylau.
Am 11. Juli 1807 folgte seine Erhebung zum Großoffizier der Ehrenlegion.
1808 wurde Carra St.-Cyr zum Pair von Frankreich erhoben, seine Division wurde als Besatzung an den Rhein verlegt. Als die Österreicher im Frühjahr 1809 den Fünften Koalitionskrieg begannen, war seine Division Teil des IV. Korps, das jetzt durch Marschall Masséna kommandiert wurde. Während dieser Kampagne zeichnete er sich besonders in der Schlacht bei Aspern (22. Mai) aus. 1810 fungierte er kurzfristig als Gouverneur von Dresden, bevor er mit einer Division im Verband des VIII. Korps nach Frankreich zurückkehrte. In der ersten Hälfte des Jahres 1810 diente er in Illyrien, kehrte kurz nach Frankreich zurück und wurde dann Gouverneur von Hamburg, wo er bis zum Beginn der Befreiungskriege verblieb.
Nach der Niederlage in Russland übernahm Carra St.-Cyr die 32. Militär-Division des Beobachtungkorps in Norddeutschland, im März 1813 evakuierte er Hamburg. Am 21. März wurden er und seine Truppen an der Elbe geschlagen und zum Rückzug gezwungen, trotzdem erhielt er vom Kaiser neuerlich eine Division zugewiesen, diesmal im Korps des Generals Vandamme. Im Oktober 1813 verteidigte Carra St.-Cyr an der Ems und übernahm im Dezember die 3. Division des I. Korps. Im Februar 1814 wurde er mit der Verteidigung der Festungskette zwischen Valenciennes, Bouchain und Condé betraut.
Nach der Abdankung Napoleons schwenkte Carra St.-Cyr im April 1814 zur Restauration der Bourbonen über und wurde zum Grafen und Ritter des Ordre royal et militaire de Saint-Louis erhoben. Noch bevor er als neu bestellter Militärkommandeur nach Französisch-Guyana abgehen konnte, kehrte Napoleon aus seinem Exil zurück. Während der Herrschaft der Hundert Tage von 1815 verblieb er zwar in der Heimat, hatte aber keine aktive Rolle inne. 1824 trat er in den Ruhestand und starb 10 Jahre später im Alter von 74 Jahren in Vailly-sur-Aisne.